# Batalla de Bunclody

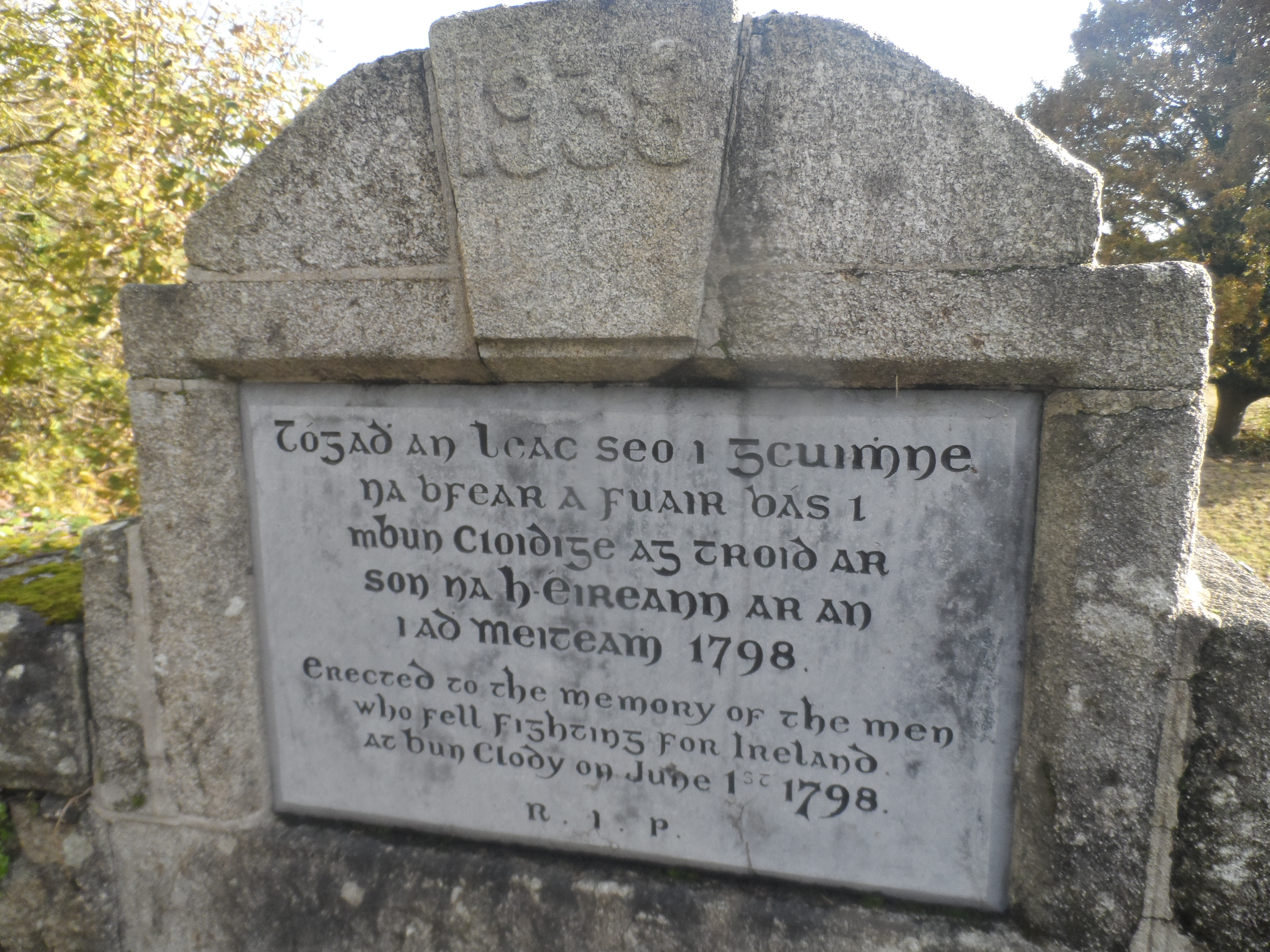
Monumento en honor a la Batalla de Bunclody

La batalla de Bunclody o Newtownbarry como se llamó entonces fue una batalla de la Rebelión irlandesa de 1798,  que tuvo lugar el 1 de junio de 1798 cuando un grupo de 5000 rebeldes liderados por el sacerdote católico Fr. Mogue Kearns atacó la guarnición de Bunclody como parte de la campaña de los rebeldes en Wexford. 
La guarnición había sido advertida de la llegada de los rebeldes y había preparado posiciones defensivas para parar el avance irlandés. Los rebeldes ocuparon los altos de la zona oeste y situaron una pieza de artillería allí, capturada en la batalla de Three Rocks, apuntando a los accesos de la ciudad. Cuando el grueso de los rebeldes formó para iniciar el ataque, abrieron fuego sobre las líneas expuestas de los soldados, que se retiraron a la población.
Aprovechando la oportunidad, los rebeldes se movieron con rapidez, obligando a la guarnición a huir hacia el Condado de Carlow pero no consiguieron tomar el puente de acceso. Los rebeldes obtuvieron una victoria casi sin derramamiento de sangre, y muchos de ellos comenzaron a celebrarlo, merodeando por la ciudad en busca de botín y enemigos. Cuando la disciplina de los rebeldes comenzó a relajarse, unidades de yeomen que se habían ocultado en sus casas, abrieron fuego contra los desprevenidos rebeldes.
Entretanto, la guarnición se había detenido y, al oír disparos en la población, retrocedieron y lanzaron un ataque sorpresa contra los irlandeses que se hallaban ocupados luchando contra la resistencia en el interior de la ciudad, y les tomaron totalmente por sorpresa, matando a 400 de ellos y dispersando al resto sufriendo únicamente media docena de bajas.
- Datos: Q4870593